# Avete ragione tutti
| Recensione       | Giudizio |
| ---------------- | -------- |
| Ondarock         |          |
| Sentireascoltare |          |
| Rockol           |          |

Avete ragione tutti è il primo album in studio del gruppo musicale italiano Canova, pubblicato il 21 ottobre 2016 sotto l'etichetta Maciste Dischi. Il 1º dicembre 2017 viene pubblicata una versione deluxe sotto l'etichetta Sony/ATV, con distribuzione da parte di Music First: l'album deluxe contiene due nuove tracce, Threesome (pubblicata l'estate precedente come singolo) e Santamaria.

## Tracce
1. Vita sociale – 3:56
2. Brexit – 3:01
3. Expo – 3:16
4. La felicità – 3:11
5. Manzarek – 3:51
6. Portovenere – 3:22
7. Aziz – 4:07
8. Maradona – 3:36
9. La festa - live – 2:19

Versione deluxe:
- Threesome (traccia bonus)
- Santamaria (traccia bonus)